# Law & Order: Organized Crime
Law & Order: Organized Crime is een Amerikaanse misdaad drama televisieserie dat in Amerika op 1 april 2021 voor het eerst werd uitgezonden. Dit is de zevende televisieserie van de Law & Order-franchise, en is een spin-off van Law & Order en Law & Order: Special Victims Unit. In deze televisieserie keert Christopher Meloni terug als rechercheur Elliot Stabler. Deze rol vertolkte hij tot en met 2011 in de televisieserie Law & Order: Special Victims Unit. 
Law & Order: Organized Crime ging in Amerika op in 1 april 2021 in première met het eerste seizoen van acht afleveringen. Een maand later werd al besloten dat er een tweede seizoen zou komen van 22 afleveringen, en dit ging op 23 september 2021 in première. In mei 2022 werd bekend dat er een derde seizoen zou komen. Dat ging op 22 september 2022 in première.

## Verhaal
De televisieserie concentreert zich op de rechercheur Elliot Stabler, die tot en met 2011 speelde in de televisieserie Law & Order: Special Victims Unit. Een uitgetreden rechercheur die terugkeert naar de NYPD in New York om de moord op zijn vrouw te onderzoeken. Stabler voegt zich bij de sectie Misdaadbestrijding, dat geleid wordt door brigadier Ayanna Bell (Danielle Moné Truitt). 

## Rolverdeling

### Hoofdrollen
| Acteur               | Personage        | Functie                 | seizoen  |
| -------------------- | ---------------- | ----------------------- | -------- |
| Christopher Meloni   | Elliot Stabler   | senior rechercheur      | 1-heden  |
| Danielle Moné Truitt | Ayanna Bell      | brigadier               | 1- heden |
| Ainsley Seiger       | Jet Slootmaekers | rechercheur             | 1-heden  |
| Tamara Taylor        | Angela Wheatley  | professor               | 1-2      |
| Dylan McDermott      | Richard Wheatley | zakenman                | 1-2      |
| Nona Parker Johnson  | Carmen Riley     | rechercheur             | 2-heden  |
| Brent Antonello      | Richard Wheatley | rechercheur             | 3        |
| Rick Gonzalez        | Bobby Reyes      | (undercover)rechercheur | 3-heden  |

### Terugkerende rollen
| Acteur                   | Personage                       | Functie                                                                          | seizoen |
| ------------------------ | ------------------------------- | -------------------------------------------------------------------------------- | ------- |
| Ben Chase                | Freddie Washburn                | rechercheur                                                                      | 1       |
| Michael Rivera           | Diego Morales                   | rechercheur                                                                      | 1       |
| Shauna Harley            | Pilar Wheatley                  | vrouw van Richard                                                                | 1-2     |
| Nick Creegan             | Richard "Richie" Wheatley jr.   | oudste zoon van echtpaar Wheatley                                                | 1-2     |
| Jaylin Fletcher          | Ryan Wheatley                   | zoon van echtpaar Wheatley                                                       | 1       |
| Christina Marie          | Dana Wheatley                   | dochter van echtpaar Wheatley                                                    | 1-2     |
| Ibrahim Renno            | Izak Bekher                     | hulp van Richard                                                                 | 1       |
| Charlotte Sullivan       | Gina Cappelletti                | rechercheur                                                                      | 1       |
| Nicky Torchia            | Elliot "Eli" Stabler jr.        | jongste zoon van Stabler                                                         | 1-heden |
| Autumn Mirassou          | Maureen "Mo" Stabler            | oudste dochter van Stabler                                                       | 1-heden |
| Kaitlyn Davidson         | Elizabeth "Lizzie" Stabler      | jongste dochter van Stabler                                                      | 1-heden |
| Allison Siko             | Kathleen Stabler                | dochter van Stabler                                                              | 1-heden |
| Ellen Burstyn            | Bernadette "Bernie" Stabler     | moeder van Stabler                                                               | 2       |
| Keren Dukes              | Denise Bullock                  | vrouw van Ayanna Bell                                                            | 1-heden |
| Wendy Moniz              | Anne Frasier                    | officier van justitie                                                            | 1-2     |
| Daniel Oreskes           | Marv Moennig                    | inspecteur                                                                       | 1-2     |
| Nicholas Baroudi         | Joey Raven                      | eigenaar Seven Knights Club                                                      | 1       |
| Guillermo Díaz           | William "Bill" Brewster         | brigadier\inspecteur                                                             | 2       |
| Mike Cannon              | Carlos Maldonado                | rechercheur                                                                      | 2       |
| Rachel Lin               | Victoria Cho                    | rechercheur                                                                      | 2       |
| Ron Cephas Jones         | Leon Kilbride                   | congreslid                                                                       | 2       |
| Vinnie Jones             | Albi Briscu                     | Oost-Europese gangster                                                           | 2       |
| Lolita Davidovich        | Flutura Briscu                  | vrouw van Albanese gangster                                                      | 2       |
| Mykelti Williamson       | Preston Webb                    | machtig bendeleider                                                              | 2       |
| Antino Crowley-Kamenwati | Hugo Bankole                    | machtig bendeleider                                                              | 2       |
| Dash Mihok               | Reggie Bogdani                  | neef van Albi Briscu                                                             | 2       |
| Michael Raymond-James    | Jon Kosta                       | leider van de Kosta bende                                                        | 2       |
| Caroline Lagerfelt       | Agniezjka Bogdani               | moeder van Reggie Bogdani                                                        | 2       |
| Robin Lord Taylor        | Sebastian "Constantine" McClane | hacker                                                                           | 2       |
| Wesam Keesh              | Adam "Malachi" Mintock          | hacker                                                                           | 2       |
| Jennifer Beals           | Cassandra Webb                  | vrouw van Preston Webb                                                           | 2       |
| Denis Leary              | Frank Donnelly                  | langtijd werknemer bij de NYPD en leider van de Brotherhood                      | 2       |
| Liris Crosse             | Tanisha Carling                 | agente en lid van de Brotherhood                                                 | 2       |
| Eddie Yu                 | David Yoshida                   | agent en lide van de Brotherhood                                                 | 2       |
| Justin Grace             | Ron Bolton                      | agent en lid van de Brotherhood                                                  | 2       |
| Sebastian Arroyo         | Jessie Santos                   | agent en lid van de Brotherhood                                                  | 2       |
| Patrick Murney           | Scott Parnell                   | agent en lid van de Brotherhood                                                  | 2       |
| Tim Ransom               | Stanwood                        | agent en lid van de Brotherhood                                                  | 2       |
| Wass Stevens             | Dominic Russo                   | politieagent en verdachte in moordzaak                                           | 3       |
| Kevin Corrigan           | Vincent Bishop                  | voormalig voorman in constructiebedrijf en verdachte in moordzaak                | 3       |
| Michael Drayer           | Kenny Kyle                      | crimineel en verdachte in moordzaak                                              | 3       |
| Janel Moloney            | Dominic Russo                   | deputy-inspecteur                                                                | 3       |
| James Roch               | Ray Thurman                     | deputy-inspecteur                                                                | 3       |
| Christopher Cassarino    | Vaughn Davis                    | bende leider                                                                     | 3       |
| Pooch Hall               | Dante Scott                     | pas vrijgelaten drugsdealer                                                      | 3       |
| Daniel Jenkins           | Leonard Baker                   | voormalige pleegvader van Bobby Reyes, Vaughn Davis, Dante Scott en Manny Rivera | 3       |
| Ayelet Zurer             | Tia Leonetti                    | Italiaanse politieagente                                                         | 3       |
| Gus Halper               | Teddy Silas                     | lid van een invloedrijke familie                                                 | 3       |
| John Doman               | Robert Silas                    | lid van een invloedrijke familie                                                 | 3       |
| Camilla Belle            | Pearl Serrano                   |                                                                                  | 3       |
| Dean Norris              | Randall Stabler                 | oudere broer van Elliott Stabler                                                 | 4       |

### Cross-overrollen metLaw & Order: Special Victims Unit
| Acteur           | Personage                   | Functie                         | seizoen |
| ---------------- | --------------------------- | ------------------------------- | ------- |
| Mariska Hargitay | Olivia Benson               | hoofdinspecteur/captain bij SVU | 1 - 3   |
| Peter Scanavino  | Dominick "Sonny" Carisi jr. | assistent-officier van justitie | 1 - 3   |
| Demore Barnes    | Christian Garland           | chief van SVU                   | 1       |
| Ice-T            | Odafin "Fin" Tutuola        | brigadier bij SVU               | 2 - 3   |
| Octavio Pisano   | Joe Velasco                 | rechercheur                     | 2 - 3   |
| Kelli Giddish    | Amanda Rollins              | rechercheur                     | 3       |
| Molly Burnett    | Grace Muncy                 | rechercheur                     | 3       |

## Afleveringen
| Seizoen | Aantal afleveringen | Uitgezonden                     |  |
| ------- | ------------------- | ------------------------------- |  |
| 1       | 8                   | 1 april 2021 – 3 juni 2021      |  |
| 2       | 22                  | 23 september 2021 – 19 mei 2021 |  |
| 3       | 22                  | 22 september 2022 – 18 mei 2023 |  |
| 4       | 13                  | 18 januari 2024 – NNB           |  |